# Erding Bulls
Die Erding Bulls sind ein American-Football-Verein aus der bayerischen Stadt Erding, der 1980 als 1. Erdinger Footballclub 1980 e.V. gegründet wurde. 1981 stieg die Mannschaft in die Bundesliga ein und befindet sich seitdem ununterbrochen im offiziellen deutschen Ligasystem. Damit sind die Bulls neben den Düsseldorf Panthers, den Berlin Adler und den Munich Cowboys eine der am längsten dauerhaft aktiven Mannschaften.

## Mannschaften
Neben der Herrenmannschaft gibt es Erdinger Verein außerdem Jugendmannschaften für die Altersgruppen U19 und U16 die Tackle-Football spielen, für Kinder U13 und U11 gibt es Flag-Football-Mannschaften. Außerdem gibt es eine eigene Cheerleading-Sparte mit drei Teams für die Altersgruppen U12, U17 und Ü17.

## Spielstätte
Die Erdings Bulls tragen ihren Heimspiele seit ihrer Gründung im Städtischen Stadion Erding aus, welches eine Kapazität von 3000 Zuschauern hat. zu ihrem ersten Ligaheimspiel 1981 gegen den damaligen Meister Ansbach Grizzlies kamen bereits 1400 Fans.

## Erfolge

### 1. Mannschaft
- Regionalliga Süd-Meister: 2007[4]
- Bayernliga Süd-Meister: 1991, 1993, 2006, 2019[4]

### U-19 Mannschaft
- Bayernliga-Meister: 1991[5]

### U-16 Mannschaft
- Bayernliga-Meister: 2011[6]

## Ewige Bilanz
Folgendes Diagramm zeigt die Ligahöhe, in der die Erding Bulls seit 1981 spielen: